# Preussia flanaganii
Preussia flanaganii är en svampart som beskrevs av Boylan 1970. Preussia flanaganii ingår i släktet Preussia och familjen Sporormiaceae.   Inga underarter finns listade i Catalogue of Life.  The fungus is found in soil as is described in the following extract from Dr. Boylan's MSc thesis: "the original isolate was found growing on a hemp seed (Cannabis sativa) in a two month old water culture from which the writer was isolating water moulds.  Little difficulty was experienced in obtaining an axenic culture of the organism, and since its isolation in the spring of 1967, has been maintained on potato dextrose agar slants. The soil sample from which it was isolated was collected in September 1962 from a dry irrigation ditch at an elevation of 6500 feet. The site from which the sample was taken is situated on Mexico highway 150 southwest of Puebla, Mexico at kilometre marker 208". The Latin sp. nov. description is provided here:
Preussia flanaganii Boylan sp. nov.
Ascocarpis globosis vel subglobosis, 120-700μ diam., in agaro superficialibus vel inclusis, nigris, nitentibus, asperibus, glabris, non ostiolatis, dense congregatis val separatis, loculis in singulo stromato sois vel pluribus. Hyphis circum ascocarpum circumiacentibus modice brunneis. Peridio ascocarpi tenui, membranaceo, ex uno stratio composito. Cellulis peridii brunneis, varie angulatis 3-6μ dia. Ascis octosporis, subglobosus vel late cl avatis, 50-58 X 2l-22μ, euperne eubtruncatis, neque ad apicem perforatis, neque incrassatis, basin versus in brevem stipi tem 10-18μ longum, abrupte attenuatis, in fasciculis irregulariter disposis, novellis pariete crasso, maturis evanascentibus.
"Hyphis loculorum" numerosis in ascocarpis novellis, fiiiformibus, septatis, ramosis, 1.0-1.5μ dia., cum ascis novellis mixtis, maturis evanescentibus. Ascosporis tribus septis, septis trensversis, valde constrictis, 26.5-30.0 u X 5.8-8.6μ, in fasciculis parallelis cum asco dispositis. Segmentis ascosporarum maturis facile sejunctis, cellulis terminalibus ovalibus, 6.9-9.2 X 5.8-8.6μ, cellulis medianis depressis globosis, 5.8-8.6μ . Hilo germinali in longitudinem prolato, leviter obliquo. Preussia flanaganii crescit in multis rebus, in variis communibus agaris, in stercore equino,in seminibus ( Cannabis sativae et Pisi sativi) in aqua immersis.
The species is named after Dr. Brendan Boylan's supervisor at McGill: Mr. Patrick Flanagan. Dr. Boylan (1940 - 2013) was lecturer in biology and science education at St. Patrick's College, Drumcondra 1973 - 2006.